# Partido Comunista da Grã-Bretanha
O Partido Comunista da Grã-Bretanha (em inglês: Communist Party of Great Britain, CPGB), alinhado ideologicamente à extrema-esquerda, foi o maior Partido Comunista no Reino Unido. Ele existiu de 1920 até 1991.

## Formação
O partido foi fundado em 1920 após a fundação da Terceira Internacional (1919), como fruto das tentativas maiores de estabelecer Partidos Comunistas pelo mundo. O PCGB foi formado pela união de vários partidos marxistas: o Partido Socialista Britânico, o Grupo de Unidade Comunista do Partido Trabalhista Britânico e a Sociedade Socialista Sul-Galesa. Sendo eleito Arthur McManus como primeiro  presidente do partido.

## Dissolução
Após a dissolução da União Soviética em 1991, a última presidente do partido, Nina Temple, decidiu propor a dissolução do partido.